# Star Prairie (condado de St. Croix, Wisconsin)
Star Prairie es un pueblo ubicado en el condado de St. Croix en el estado estadounidense de Wisconsin. En el Censo de 2010 tenía una población de 3.504 habitantes y una densidad poblacional de 42,45 personas por km².

## Geografía
Star Prairie se encuentra ubicado en las coordenadas 45°10′22″N 92°36′4″O / 45.17278, -92.60111. Según la Oficina del Censo de los Estados Unidos, Star Prairie tiene una superficie total de 82.54 km², de la cual 79.31 km² corresponden a tierra firme y (3.92%) 3.24 km² es agua.

## Demografía
Según el censo de 2010, había 3.504 personas residiendo en Star Prairie. La densidad de población era de 42,45 hab./km². De los 3.504 habitantes, Star Prairie estaba compuesto por el 97.2% blancos, el 0.37% eran afroamericanos, el 0.43% eran amerindios, el 0.66% eran asiáticos, el 0% eran isleños del Pacífico, el 0.29% eran de otras razas y el 1.06% pertenecían a dos o más razas. Del total de la población el 1.03% eran hispanos o latinos de cualquier raza.